# Облоги (село)
Обло́ги —  село в Україні,  у Садівській сільській громаді Сумського району Сумської області. Населення становить 33 осіб. До 2020 орган місцевого самоврядування — Шпилівська сільська рада.

## Географія
Село Облоги знаходиться за 5 км від правого берега річки Псел. Примикає до села Валки. Поруч проходить автомобільна дорога Т 1909.

## Історія
12 червня 2020 року, відповідно до Розпорядження Кабінету Міністрів України № 723-р «Про визначення адміністративних центрів та затвердження територій територіальних громад Сумської області» увійшло до складу Садівської сільської громади.
19 липня 2020 року, в результаті адміністративно-територіальної реформи та ліквідації Сумського району(1923—2020), село увійшло до складу новоутвореного Сумського району.